# Пригожин, Люциан Абрамович
Люциа́н Абра́мович Приго́жин (15 августа 1926, Ташкент — 21 февраля 1994, Санкт-Петербург) — советский композитор. Народный артист РСФСР (1991).

## Биография
Родился в семье юриста Абрама Марковича Пригожина (1896, Мариуполь — 1944, Ташкент) и Берты Иосифовны Левитан. Окончил Консерваторию в Ленинграде (1951), с 1967 на преподавательской работе, профессор Санкт-Петербургской консерватории.
Люциан Пригожин — автор симфоний, опер и кантат. Написал музыку ко многим театральным спектаклям и фильмам: «Кроткая» (1960), «Завтрашние заботы» (1962), «Полёт к тысячам солнц» (1963).
Похоронен в Санкт-Петербурге на Северном кладбище.

## Семья
- Первая жена — Анжелика Тихоновна Пригожина (урождённая Старцева, 1926—2002).
  - Сын — Юрий Люцианович Пригожин (род. 1951), математик.
- Вторая жена — Лариса Георгиевна Пригожина (урождённая Келдыш, 1937—2017), историк театра, дочь музыковеда Ю. В. Келдыша. 
  - Дочь — Нина Люциановна Пригожина (род. 1959), пианистка, музыковед.

## Сочинения

### Оперы
- «Робин Гуд» (по мотивам английских баллад, 1972)
- «Доктор Айболит» (радиоопера для детей, собственное либретто по сказке К. Чуковского, 1965, Ленинградское радио)
- «Мальчиш-Кибальчиш» (радиоопера для детей по сказке А. Гайдара, 1972, Ленинградское радио)

### Балет
- «Круг ада» (по мотивам «комедии» Данте, 1964, премьера — Ленинградский Малый театр оперы и балета, 31 октября 1964)

### Оратории и кантаты

#### Кантаты
- «Степан Разин» (сл. А. Пушкина и народные, 1949)
- «Песнь о хлебе» (для солистов, хора и кларнета, фортепиано и ударных инструментов, сл. А. Поперечного, 1959)
- «Мальчиш-Кибальчиш» (для солиста, хора и симф. оркестра, по сказке А. Гайдара, 1969)
- «Предтечи» (камерная кантата для 2 голосов и инстр. ансамбля, на тексты из древней литературы, 1971; также редакция для голоса и фортепиано)
- «Пионерская кантата» (для чтеца, солистов, хора и симф. оркестра; сл. С. Маршака, С. Михалкова, 1971)
- «В память о великой битве» (для хора и симф. оркестра; сл. Н. Гильена, П. Неруды, А. Твардовского, С. Орлова, 1974)
- «Солнце и камни» (памяти Д. Д. Шостаковича, камерная кантата для симф. оркестра; сл. М. Алечкович, 1975)
- «Из Горация» (для солиста, хора, кларнета, тромбона и ударных, 1976)
- Симфония в обрядах (для хора и гобоев, на русские нар. тексты, 1977)

#### Оратории
- «Непокорённый Прометей» (по трагедии Эсхила «Прикованный Прометей», 1959),
- «Слово о полку Игореве» для меццо-сопрано, баса, смешанного хора (альты и басы) и камерного ансамбля — флейты, кларнета, фагота, трубы, фортепиано и 3 групп ударных (текст рус. лит. памятника XII века в эквиритмическом переводе Л. Пригожина, 1966)
- «Вьюга» (камерная оратория для 2 солистов, камерного хора, альтовой флейты, кларнета, фортепиано, контрабаса и ударных на стихи из поэмы А. Блока «Двенадцать», 1968)
- «Повесть о Горе-Злочастии» (посвящ. Д. С. Лихачёву; для меццо-сопрано, баса и симфонического оркестра на текст XVII века, 1970-е)

### Симфонии
- Первая (1955),
- Вторая (1957, 2-я ред. 1960)
- Третья (1970)

### Оркестровые сочинения
- Симфониетта (1953)
- Сюита из балета «Круг ада» для струнных и флейты (1965)
- Музыка для квинтета дух. инстр. (1967)
- «Деревенская музыка» (1973)
- Струнный квартет для скрипки и фортепиано (1970)

### Сонаты
- I (соната-бурлеска, 1967)
- II (для валторны и фортепиано, 1969)
- Соната для баяна №1 (1979, памяти В. П. Соловьева-Седова)
- Соната для баяна №2 (1988/1989, посвящается О. Шарову)

### Сочинения для фортепиано
- «Календарь природы» (12 пьес для юношества, 1962)
- Соната (1973)
- Сонатина (1973)
- Каприччио с эпитафией. Памяти Д. Д. Шостаковича (1977)

### Для скрипки соло
- Соната (1965)

### Для кларнета соло
- Лёгкая соната (1975)

### Для голоса и фортепиано
- Пять песен на сл. Р. Бёрнса и B. Шекспира (1955)
- Две песни для детей на сл. C. Маршака (1956)
- Две песни из спектакля «Остров сокровищ» (с фортепиано, 1956)
- Пять песен-романсов на сл. М. Светлова (1960)
- Две баллады на сл. А. Твардовского (1966)
- Три английские баллады (слова народные, 1972)

### Романсы
На слова Н. Некрасова, А. Кэннингхема, В. Шекспира, А. Пушкина и др.

### Песни
- На сл. С. Маршака, Л. Шишко и др.
- Обработка русских народных и революционных песен.

### Сочинения для хора
- «Круговорот» (поэма а капелла для смешанного хора на слова А. Блока, 1973)

### Музыка к спектаклям и фильмам
Музыка к спектаклям драм. театров, радиопостановкам, фильмам.
музыка для к/ф "Кроткая"  по повести Ф.Достоевского, реж. Борисов

## Публикации
- Пригожин Л. А. Слово о полку Игореве [: ноты]: Оратория для меццо-сопрано, баса, смешанного хора (альты и басы) и камерного ансамбля: Партитура. — Л.: Музыка, 1969.
- Пригожин Л. А. Мальчиш-Кибальчиш: Оратория для чтеца, солистов, детского хора, мужского ансамбля и симфонического оркестра. — Л.: Советский композитор, 1974.
- Пригожин Л. А.Соната: Для фортепиано [: с краткой биографической справкой ]. — Л.: Сов. композитор, 1976.
- Пригожин Л. А. Симфония в обрядах: Для смешанного хора a capella и гобоя; Круговорот: Поэма для смешанного хора. — Л.: Сов. композитор, 1980. — («Произведения для хора»).
- Пригожин Л. А. Повесть о Горе-Злосчастии [: ноты] : оратория для меццо-сопрано, баса и симфонического оркестра на текст XVII века: Партитура. — Л.: Сов. композитор, 1989.

### Воспоминания
- Пригожин Л. А. Минувшее : Воспоминания. — Л.: Сов. композитор, 1991. — 93,[3] с., [4] л. ил. — ISBN 5852852279